# 交通立體化
是改善交通運輸的方案之一，包括公路與鐵路，城市轨道交通系统中的地铁或捷運興築也在規劃之列。一般多指为了解决铁路线路分割市区带来交通瓶颈的问题，将原有铁路的市区段从地面改為架空或改建于地下的工程，或者新規劃交通线路时在市区段就直接架空或建于地下的工程。

## 鐵路
鐵路在與道路交會時，需設置平交道以控制兩方之行車，但平交道在人口密集區容易導致交通堵塞、並且容易遭人車闖越導致發生事故，因而有鐵路立體化的出現。一般分為地下化（地下隧道）與高架化（架設高架橋，或興築路堤）兩種形式。

### 實例

#### 台灣
- 臺北鐵路地下化，地下隧道長度22.67公里。
- 高雄市區鐵路地下化計畫，地下隧道長度15.37公里。

#### 中国大陆
- 成灌铁路穿过都江堰市区的离堆支线，地下线路长5.96公里，该线三个车站迎宾路站、李冰广场站、离堆公园站均为地下车站。
- 广深港高速铁路位于深圳福田区的益田路隧道全长6.236公里，其中设1个地下车站福田站。
- 中國大陸建成或在建多條城際鐵路途徑機場部分均為地下線路，如成贵客运专线雙流機場段、郑许城际铁路新郑机场段、海南东环铁路美兰机场段、长珲城际铁路龙嘉机场段等。
- 一些穿过城市中心的铁路干线或者被城市中心分隔的干线重要站点通过地下隧道穿越或连接，例如北京地下直径线（连接北京站和北京西站）、天津地下直径线（连接天津站和天津西站）、石家庄隧道（京广铁路地下穿过城市）。
- 长株潭城际铁路位于长沙市区的路段，包括8个地下站点即洞井站、湘府路站、香樟路站、树木岭站、开福寺站、观沙岭站、八方山站和谷山站。
- 广珠城际铁路延长线珠海至横琴段，从珠海站出发到橫過前山水道後过渡为地下隧道，湾仔北、湾仔、十字门、横琴北、横琴、珠海长隆六个车站均为地下车站。

#### 香港
- 广深港高速铁路位于香港的路段，西九龙站为地下车站，於深港邊界與益田路隧道連接。
- 沙田至中環綫下的東鐵綫（旺角東站以南愛晨徑起經紅磡站至金鐘站，只供通勤列車使用）。
- 沙田至中環線下的屯馬綫 荃灣西站至尖東站和 何文田站至鑽石山站

#### 马来西亚
- 马来亚铁道西海岸铁路线复线电气化，部分市区路段从平交道转为高架桥

#### 法国
- 法国高速铁路大西洋线，为穿越埃松省境内人口较为密集的地区而修建了4.8公里的维勒于斯特隧道（法语：Tunnel de Villejust），并设有马西TGV站。

#### 其他地區
- 世界各大城市铁路的中央车站，如紐約中央車站、紐約賓州車站、華沙中央車站、布魯塞爾中央車站等。

##### 規劃／進行中

###### 台灣
- 臺南市區鐵路地下化計畫（台南計劃），地下隧道長度8.23公里。
- 臺南市區鐵路地下化計畫（永康計劃），地下隧道長度6.72公里。
- 桃園都會區鐵路地下化計畫，地下隧道長度17.945公里。

###### 中國大陸
- 津滨城际铁路位于天津市滨海新区的路段，长5.0055公里。
- 丰沙铁路位于北京市石景山区的路段并对石景山南站、养马场站和养三站进行入地改造，总里程14公里。
- 太原环城铁路中的晋祠隧道，长8.8公里，其中隧道CK18+400～CK19+500段为晋祠地下车站。
- 平南鐵路西麗站以西路段。

###### 日本
- 神奈川東部方面線
- 京都本線、千里線連續立體化工程
- 連續立體交叉事業

#### 工程實例

##### 既有平面鐵路高架化
- 臺鐵高架化，臺灣鐵路股份有限公司西部幹線及東部幹線以及南迴線各地改建為高架橋的各工程。
- 上海轨道交通3号线，但改造以后成为了城市轨道交通，不再作为国铁使用。
- 日本一部鐵路線（連続立体交差事業）。
- 九廣鐵路英段電氣化雙軌工程，包括大埔南運路等六個平交道高架化。
- 香港輕鐵河田／建安－杯渡／市中心間路段。
- 香港輕鐵青麟交匯處路段。
- 臺鐵淡水線改建為臺北捷運淡水線（淡水站至紅樹林站、新北投站／復興崗站至圓山站為高架化路線）。
- 吉隆坡快捷通安邦线应用二战后废弃的地面铁路建造为轻快铁系统。

##### 新建高架鐵路
- 世界多數的高速鐵路
- 香港屯馬綫屯門至錦上路、顯徑至烏溪沙、南港島綫港怡醫院至深灣軒路段、東鐵綫洲頭至落馬洲路段、輕鐵天水圍站至天慈站路段
- 臺鐵沙崙線、六家線
- JR西日本：湖西線（隧道以外大部份路段高架化）
- JR東日本：上野東京線
- 柏林城市快铁5、7和75號線

##### 新建或進行中
- 萧甬铁路柯桥城区段

###### 臺灣
- 嘉義市區鐵路高架化
- 彰化市鐵路高架化計畫
- 斗六市區鐵路高架化計畫
- 宜蘭縣鐵路高架化工程計畫
- 臺南市鐵路立體化計畫（新營計劃）
- 臺南市鐵路立體化計畫（善化計劃）
- 苗栗地區山海線鐵路雙軌高架化工程計畫
- 臺中地區山海線鐵路雙軌高架化工程計畫
- 花蓮鐵路高架化工程計畫

## 公路

### 中國大陸
在一些大城市由於主干道路口车流量大，所以设置交流道，使得车流经过时不用等红绿灯。例如广州市的天河立交（广州大道天河路口）、中山一路立交（黄埔大道、东风路、广州大道、和中山路口）、大北立交等。另外，也有一些城市將道路地下化，以騰出空間，如上海外灘（外灘隧道）、廣州花城廣場（金穗路隧道、花城大道隧道、臨江大道隧道）。

### 香港
- 彩虹交匯處
- 畢打街隧道
- 將軍澳隧道公路（近坑口的一段，由迴旋處改建為立體化的交匯處）
- 德士古道天橋
- 窩打老道天橋
- 清風街天橋
- 長沙灣道—界限街天橋
- 葵涌道天橋
- 九龍城迴旋處天橋
- 西九龍走廊
- 東九龍走廊及啟德隧道
- 公主道、漆咸道南、加士居道交匯處
- 加士居道天橋及渡船街天橋

另外，也有將道路地下化，以騰出空間做公共空間，如龍和道其中一段被地下化，上方空間為添馬公園一部分。中環灣仔繞道中環至灣仔段也採用地下化設計，上方規劃為中西區海濱長廊中環段、添馬公園北部等。西九龍文娛藝術區和廣深港高速鐵路香港西九龍站一帶亦將周邊道路（如柯士甸道西、連翔道）地下化，讓地面成為大型戶外廣場。

### 澳門
如塔石廣場、關閘廣場。